# Sven Burger
Sven Burger (22 mei 1997) is een Nederlands wegwielrenner die anno 2021 rijdt voor BEAT Cycling.
Burger won in mei 2018 een etappe en het puntenklassement van de Carpathian Couriers Race, vanaf juni dat jaar ging hij rijden voor de Oostenrijkse wielerploeg Tirol Cycling Team. Na een half jaar gereden te hebben voor deze ploeg maakte hij in 2019 de overstap naar de opleidingsploeg SEG Racing Academy. Na twee jaar SEG verruilde hij deze ploeg in 2021 voor BEAT Cycling.

## Wegwielrennen

### Overwinningen
2018
2e etappe deel b Carpathian Couriers Race
Puntenklassement Carpathian Couriers Race

## Ploegen
- 2018 –  Tirol Cycling Team (vanaf 1 juni)
- 2019 –  SEG Racing Academy
- 2020 –  SEG Racing Academy
- 2021 –  BEAT Cycling